# Rajd Chin

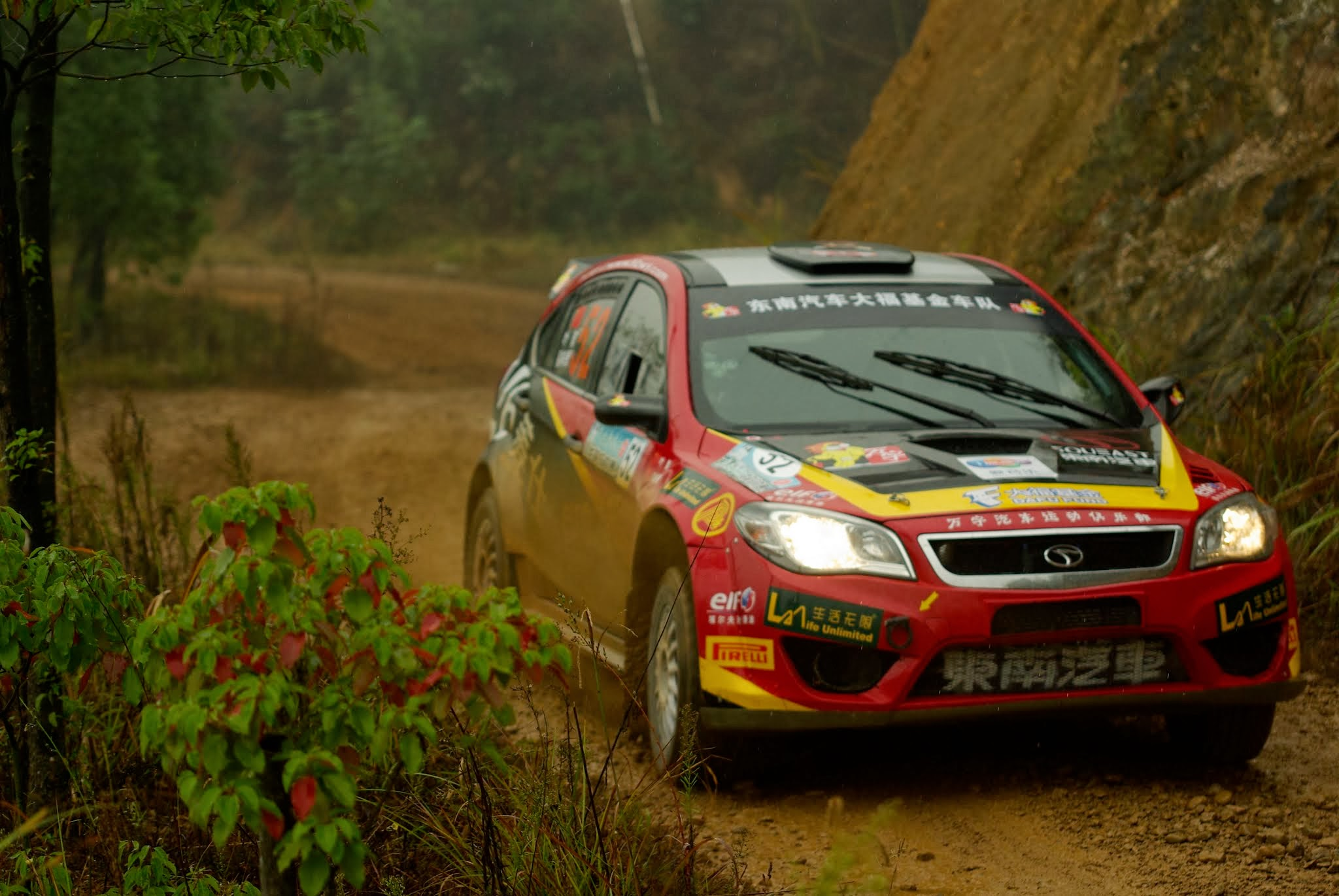
Rajd Chin 2013

Rajd Chin (z chiń. 中國拉力賽) – impreza rajdowa odbywająca się od 1997 roku w prowincji Guangdong w Chinach. W sezonie 1999 zaliczany był do Rajdowych Mistrzostw Świata WRC. Przedtem i po roku 1999 zaliczany do Rajdowych Mistrzostw Azji i Pacyfiku (APRC). W sezonie 2016 ponownie włączony do cyklu rajdów WRC.

## List zwycięzców rajdu[2]
| Rok  | Nazwa                       | Data                        | Zwycięzca         | Samochód                   | Kategoria rajdu |
| ---- | --------------------------- | --------------------------- | ----------------- | -------------------------- | --------------- |
| 1997 | 1st China Rally             | 11–13 lipca                 | Colin McRae       | Subaru Impreza WRC 97      | APRC            |
| 1998 | 2nd China Rally             | 2–4 października            | Colin McRae       | Subaru Impreza WRC 98      | APRC            |
| 1999 | 3rd China Rally             | 17–19 października          | Didier Auriol     | Toyota Corolla WRC         | WRC, APRC       |
| 2000 | 4th 555 China Rally         | 7–9 listopada               | Peter Bourne      | Subaru Impreza WRX         | APRC            |
| 2001 | 5th Rally of China Shaoguan | 20–22 października          | Nico Caldarola    | Mitsubishi Lancer EVO VI   | APRC            |
| 2002 | 6th Rally of China Shaoguan | 19–21 października          | Karamjit Singh    | Proton Pert                | APRC            |
| 2004 | 7th TCL China Rally Huizhou | 22–24 października          | Katsuhiko Taguchi | Mitsubishi Lancer EVO VIII | APRC            |
| 2005 | 8th China Rally             | 26–28 listopada             | Jussi Välimäki    | Mitsubishi Lancer EVO VIII | APRC            |
| 2006 | 9th China Rally Longyou     | 24–26 listopada             | Cody Crocker      | Subaru Impreza WRX STi     | APRC            |
| 2007 | 10th China Rally Longyou    | 09-11 listopada             | Cody Crocker      | Subaru Impreza WRX STi     | APRC, IRC       |
| 2008 | 11th China Rally Longyou    | 08-9 listopada              | Cody Crocker      | Subaru Impreza WRX STi     | APRC, IRC       |
| 2009 | 12th China Rally            | 14–15 listopada             | Cody Crocker      | Subaru Impreza WRX STi     | APRC            |
| 2010 | 13th China Rally            | 6–7 listopada               | Yuya Sumiyama     | Mitsubishi Lancer EVO X    | APRC            |
| 2011 | 14th China Rally            | 4–6 listopada               | Alister McRae     | Proton Satria Neo S2000    | APRC            |
| 2012 | 15th China Rally            | 26–28 października          | Alister McRae     | Proton Satria Neo S2000    | APRC            |
| 2013 | 16th China Rally            | 2–3 listopada               | Esapekka Lappi    | Škoda Fabia S2000          | APRC            |
| 2014 | 17th Rally China Longyou    | 7–9 listopada               | Chris Atkinson    | Volkswagen Golf SCRC       | APRC            |
| 2015 | 18th Rally China Longyou    | 30 października–1 listopada | Pontus Tidemand   | Škoda Fabia R5             | APRC            |
| 2016 | ODWOŁANY                    | 9-11 września               |                   |                            | WRC             |